# IPhone 12
El iPhone 12 es un teléfono inteligente de gama alta producido por Apple, Inc. Fue presentado el 13 de octubre de 2020 junto con el iPhone 12 mini, iPhone 12 Pro y el iPhone 12 Pro Max, fecha que se vio retrasada debido a la pandemia del COVID-19, ya que estaba previsto estrenarlo un mes antes. 
Apple lanzó este teléfono inteligente bajo el lema "Más allá de la velocidad", ya que era el primer modelo de iPhone compatible con la red 5G. El modelo cuenta con el chip A14 Bionic, y un sistema dual de cámaras. El móvil consta también de una pantalla OLED  de 6.1". 
Este modelo es el sucesor del iPhone 11. Se presentó para el consumidor junto con otras tres variantes del mismo dispositivo (iPhone 12 mini, iPhone 12 Pro y iPhone 12 Pro Max). Cada uno presentando diferentes características, diferentes precios y diferentes medidas.
Salió a la venta con disponibilidad en 6 colores para los modelos 12 Mini y 12, y en 4 colores para los modelos 12 Pro y 12 Pro Max.

## Características
El iPhone 12 se estrenó con iOS 14 y funciona con el procesador Apple A14 Bionic. Soporta redes 5G para mayor velocidad, con la capacidad de cambiar automáticamente a LTE según sea necesario para conservar la vida útil de la batería. La pantalla contiene aproximadamente el doble de píxeles que el iPhone 11 con una relación de contraste de 2,000,000:1 y un rendimiento de caída 4 veces superior al de los modelos anteriores. El sistema de doble cámara orientado hacia atrás incluye una lente ultra ancha y lente gran angular. Las bobinas cambiantes inalámbricas dentro del teléfono incluyen MagSafe para la alineación magnética y la conexión de cargadores y accesorios. El conector Lightning actualizado admite una carga más rápida a través de USB-C.

## Pantalla
Las medidas de pantalla son las mismas que presenta el modelo iPhone 11 Pro, también de la marca Apple, de 6,1 pulgadas. El diseño del iPhone 12, es más rectangular y no acaba en punta redonda (como los dispositivos anteriores de la empresa), recordando así al modelo iPhone 5. 
Está configurado con aluminio y vidrio cerámico Ceramic Shield, más resistente que el vidrio, gracias a un nuevo proceso de cristalización a alta temperatura.
Tiene una resolución de 2532 x 1170 px y una densidad de píxeles por pulgada de 460. El teléfono consta de un contraste 2.000.000:1, hecho que proporciona negros auténticos y un brillo máximo de 1200 nits en HDR. Sumado a todo esto, el formato 19,5:9, potenciado por su notch clásico en la parte superior del dispositivo.

## Rendimiento
Su procesador es un Apple A14 Bionic, del cual Apple no ha facilitado tampoco demasiados datos. El uso de este chip supone un incremento de potencia y eficiencia energética, ya que está basado en una litografía de 5 nm.
El aparato está acompañado de tecnología Neural Engine de 16 núcleos, lo que supone un incremento del 80% en el rendimiento, y puede realizar 11 billones de operaciones por segundo en entornos exigentes.
Alrededor de su configuración de 6 núcleos funcionando a 2,5 GHz encontramos el esperado 5G que convierte el iPhone 12 en uno de los primeros teléfonos inteligentes de Apple en llegar al mercado presumiendo de esta conectividad un tanto potente. Si estamos con condiciones 100% favorables, se puede llegar a una velocidad de 4Gb/s y hacer uso de Smart Data, que calcula y evalúa la necesidad de utilizar el 5G y equilibra el uso de datos, la velocidad y el consumo en tiempo real.
El teléfono se puso a la venta ofreciendo tres opciones de memoria diferentes: 64GB, 128GB o 256GB (haciendo de esta manera que, cuanto más capacidad, más caro fuera el precio). Según las pruebas que se hicieron en el teléfono, cuenta con 4GB de RAM.

## Cámara
Probablemente las cámaras son el elemento diferenciador más importante entre los modelos de iPhone. En el caso del iPhone 12, encontramos cámaras duales de 12MP del tipo gran angular y ultra gran angular, así como también un sensor selfie de 12MP en la parte delantera. El teléfono admite hasta un zoom óptico 2x como ya lo hacía el iPhone 11 pero, este nuevo modelo, el sensor principal tiene una apertura f / 1.6 más amplia, que provoca que la cámara tenga que funcionar mucho mejor con poca luz.
La fotografía computacional también llega a nuevos niveles en el duodécimo modelo de iPhone gracias al Night Mode y al Deep Fusion, que es más rápido y se amplía a todas las cámaras.
Si se habla de las cámaras a nivel de grabación de vídeo, tanto la cámara exterior como interior trabajan con:
- Grabación de vídeo en HDR con Dolby Vision hasta 30 f / s.
- Grabación de vídeo en 4K a 24,30 o 60 f / s.
- Grabación de vídeo en 1080p HD a 30 o 60 0120 f / s.
- Grabación de vídeo en 720p HD a 30 f / s.

Sin espacio para un sensor de huellas dactilares, para desbloquear el móvil tenemos que trabajar con el reconocimiento facial presente en la cámara frontal y su sensor TrueDepth. El hecho de funcionar con la cámara frontal para hacer un reconocimiento facial y poder desbloquear el móvil, Apple lo trabaja desde el lanzamiento al mercado del iPhone X, ya que fue el primer modelo en que no había botón de inicio.

## Batería
Sin cargador incluido en la caja, y sólo con un cable Lightning, las opciones que se tienen para cargar el teléfono son comprar un cargador o usar uno del iPhone anterior. Este hecho ha sido muy criticado por los usuarios de Apple, ya que por el precio elevado que se paga por el teléfono, se encuentran que no se incluye ni cargador ni auriculares. Lo que ha innovado Apple con el sistema de carga es el sistema MagSafe, una serie de imanes que permiten conectar un nuevo cargador magnético en el iPhone 12 para recargar la batería sin necesidad de cables.
Esta carga inalámbrica alcanza una velocidad de 15W, mientras que la carga por cable es de 20W.
La autonomía del móvil de Apple era hasta el momento de 17 horas en reproducción de vídeo, 11 horas en streaming de vídeo y 65 horas de reproducción de música.

## Diseño
El iPhone 12 está disponible en 6 colores: blanco, negro, azul, verde, rojo (Product Red) y púrpura. Con respecto a sus antecesores son los bordes planos, característica que se repetía en modelos de iPhone más antiguos como el iPhone 5 o el iPhone SE (primera generación).
| Color | Nombre             |
| ----- | ------------------ |
|       | Negro              |
|       | Blanco             |
|       | Rojo (Product Red) |
|       | Verde              |
|       | Azul               |
|       | Púrpura            |

## Precio
El precio del iPhone 12 varía en cuestión de la capacidad en GB que compramos:
- iPhone 12 de 64GB: $ 799.00
- iPhone 12 de 128GB: $ 849.00
- iPhone 12 de 256GB: $ 949.00
- iPhone 12 Pro Max: $ 1574,00

Estos precios son los que Apple estableció en el año 2020, año de su lanzamiento.

## Tabla resumen
| Características    | iPhone 12 |
| ------------------ | --- |
| Pantalla           | 6,1 pulgadas I OLED Super Retina XDR                                                                                         |
| Procesador         | A14 Bionic 5nm |
| Almacenamiento     | 64 GB / 128 GB / 256 GB |
| Precio             | 809€ / 859€ / 979€ |
| Cámaras exteriores | Gran angular 12MP f/1.6 I Estabilizador óptico I Ultra Gran Angular 12MP f/2.4 I Smart HDR 3 I Soporte Dobly Vision a 30 fps |
| Cámaras frontales  | 12 MP I Obertura f/2.2 I Smart HDR 3                                                                                         |
| Batería            | Carga inalámbrica MagSafe 15W I Carga por cable 20W                                                                          |
| Conexión           | 5G |
| Otras conexiones   | Lightning |
| Sistema operativo  | IOS 14 |
| Colores            | Blanco, negro, azul, verde y rojo                                                                                            |
| Dimensiones        | 146.7 x 71.5 x 7.4 mm |
| Peso               | 164 gramos |